# Jesienna ofensywa 1947 roku w północno-wschodnich Chinach
Jesienna ofensywa 1947 r. w północnych Chinach – seria bitew i operacji militarnych prowadzonych pomiędzy Armią Narodowo Rewolucyjną, rządu Republiki Chińskiej a Chińską Armią Ludowo-Wyzwoleńczą (ChAL-W), podległą Komunistycznej Partii Chin. W nomenklaturze komunistycznej jest to VI ofensywa Lin Biao w Mandżurii.

## Plany i przygotowania
W sierpniu 1947 r. dowódcą wojsk nacjonalistycznych na terenie Mandżurii został Chen Cheng. Był on jednym z najlepszych dowódców KMT, wysoko cenionym przez generalicję amerykańską. Choroba sprawiła jednak, że nie był już tym samym znakomitym strategiem co kiedyś, szczególnie dobrym w kwestii wykorzystania artylerii. Tymczasem komuniści powoli umacniali swoje pozycję na Północnym Wschodzie i zaczęli przejmować inicjatywę strategiczną. Siły KPCh rosły i otrzymywały gigantyczne wsparcie ze strony Stalina. Naturalnie KMT było pozbawione takiego wsparcia.
Chen po przybyciu jednak tchnął w podwładnych trochę optymizmu i zaczął energiczną reorganizację podległych mu sił. Razem z nim do Mandżurii przybyły dwie armie, o nr. 73 i 92, oraz obietnica przydziału stale wyczekiwanego sprzętu z USA. Chen stłumił walkę frakcji w miejscowym KMT i usunął z armii dawnych (zwykle sympatyzujących z komunizmem i zdradzieckich) współpracowników Japończyków poprzez rozwiązanie ich jednostek. Był dowódcą usposobionym ofensywnie, nakreślił więc ciekawy plan. Zamierzał w październiku odciąć dywizję Lina z północy Mandżurii od wojsk stacjonujących na wschodzie, w rejonie Sipingu zlikwidować blokadę miast, a następnie, współdziałając z armiami z Chin Środkowych, zniszczyć resztki ChAL-W z południa, a z północy zepchnąć za granicę ZSRS.
Lin Biao wcześniej miał jednak wgląd w plany Chena dzięki swoim agentom w kwaterze głównej Czang Kaj-szeka, zwłaszcza dzięki działaniom Liu Feia. Komunistyczny dowódca przygotował więc plan ofensywy opierający się na odwróconych zamierzeniach swojego rywala. Zaplanował on odcięcie linii zaopatrzeniowych ANR z Chinami Właściwymi poprzez przecięcie linii kolejowej Pekin – Liaoning a także zniszczenie połączeń wewnątrz Mandżurii, pomiędzy Shenyangiem a Sipingiem oraz Shenyangiem i Dalianem. Plany ofensywy nie miały nic wspólnego z wpajanym wielu obserwatorom modelem wojny ludowej, a opierały się na schematach które Lin Biao studiował w Moskwie. Przed ofensywą armia komunistyczna została wzmocniona przez wcielenie do niej wyekwipowanych przez Stalina Koreańczyków i Japończyków. Stanowili oni nawet jedną czwartą armii Lina. Zresztą byli żołnierze Cesarskiej Armii Japońskiej stanowili już od wznowienia wojny domowej znaczny odsetek w ChAL-W. Zorganizowali oni np. komunistyczne siły powietrzne a także stanowili wykwalifikowany korpus medyczny.

## Przebieg walk

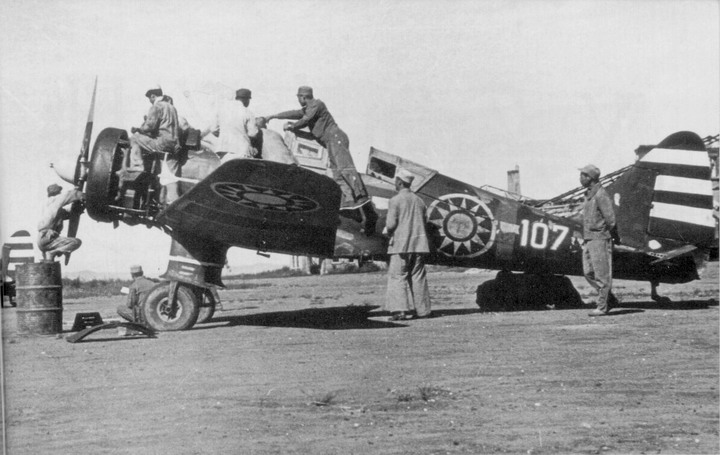
Żołnierze ANR dokonują serwisu samolotu. Użycie lotnictwa było utrudnione nie tylko przez braki sprzętu i części zamiennych, ale także przez pogodę

Ofensywa Lin Biao rozpoczęła się 15 września, wraz z pojawieniem się pierwszych syberyjskich wiatrów. Jako pierwsza atak odczuła 49 Armia ANR. Była ona złożona z południowców z prowincji Jiangsu, którzy ciężko znosili lokalny klimat. Stacjonowała ona w rejonie Jilinu i Liaoningu. Atakująca na tamtym odcinku 7. kolumna ChAL-W gen. Deng Hua całkowicie ją rozbiła. Linia Pekin-Liaoning została przecięta w dwóch punktach i utracono bezpośrednie połączenie z resztą Chin. Komuniści zdobyli znaczne zapasy żywności i kopalnię molibdenu w Jinxi.
Druga faza operacji rozpoczęła się 1 października. Komuniści zaczęli odcinać połączenia pomiędzy poszczególnymi garnizonami oraz ich komunikację z portami w Yingkou, Huludao – skąd można było wysadzać nowe dywizje. Gongzhuling położone mniej więcej w połowie trasy między Shenyangiem a Changchunem wpadło w ręce komunistów 4 października. Następnego dnia ChAL-W zdobyła położone na południe od Sipingu miasta Changtu i Kaiyuan, ale pod Tielingiem ich marsz zatrzymał gen. Liao Yaoxiang, absolwent francuskiej szkoły wojskowej w Saint-Cyr i niegdyś dowódca 6 Armii w Birmie, a obecnie dowodzący 4 Grupą Armii w stolicy Mandżurii. Między Shenyangiem a wybrzeżem ANR wyparto z Dashiqiao i Haicheng. Udało się jednak utrzymać Yingkou ale na niektórych odcinkach komuniści dotarli do morza.
Chen Cheng szybko zebrał się jednak do kontruderzenia. Ściągnął on jedną dywizję lądem z prowincji Rehe a dwie morzem przez Huludao. 1 listopada ANR odbiła miasto Gongzhuling – tym samym przywracając połączenie pomiędzy Sipingiem a Shenyangiem. 13 listopada nacjonaliści zdobyli duże miasto Jilin.

## Następstwa
Ofensywa miała swoją wyraźną kontynuację w trakcie następnej ofensywy zimowej. Trudno jednoznacznie podać wygranego i przegranego ponieważ komuniści wyraźnie przechylili szalę inicjatywy strategicznej na swoją stronę, przy tym zajmując wiele miast w Mandżurii i zmniejszając terytorium kontrolowane przez rząd narodowy. Jednakże nacjonalistom udało się zniwelować skutki komunistycznego sukcesu przywracając połączenie pomiędzy Sipingiem a Shenyangiem a także odbijając strategiczne miasto Jilin. Komunistom udało się jednak ograniczyć strefy kontrolowane przez rząd narodowy do Changchunu, Shenyangu, rejonu Jilin i linii łączącej Shenyang z siłami właściwymi.